# Jerzy Minczewski

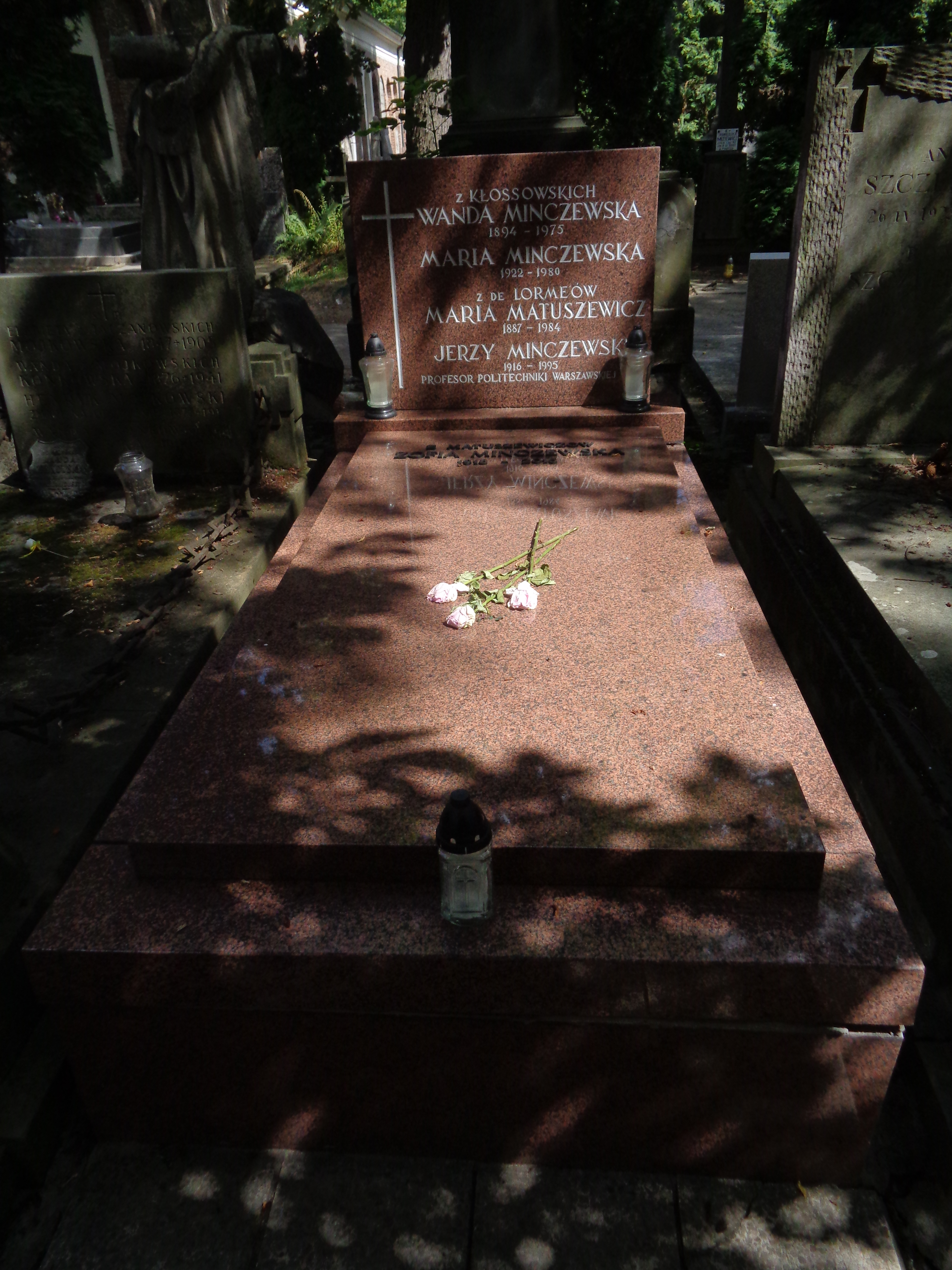
Grób Jerzego Minczewskiego

Jerzy Zdzisław Minczewski (ur. 11 grudnia 1916 w Zamościu, zm. 4 sierpnia 1995 w Warszawie) – polski chemik, profesor zwyczajny chemii analitycznej.
W latach 1956–1967 był profesorem w Instytucie Badań Jądrowych im. Andrzeja Sołtana w Świerku. Od 1960 roku należał do grona wykładowców Politechniki Warszawskiej, należał do grona organizatorów Katedry Chemii Analitycznej, którą następnie kierował. Pełnił również funkcję dyrektora Instytutu Chemii Ogólnej i Technologii Nieorganicznej, był także członkiem Polskiego Towarzystwa Chemicznego (od 1947) i członkiem korespondentem Polskiej Akademii Nauk (od 1973), w 1990 został wybrany na stanowisko pierwszego prezesa Polskiego Towarzystwa Nukleonicznego. Uniwersytet Marii Curie-Skłodowskiej przyznał mu w 1992 tytuł doktora honoris causa.
Jego prace badawcze dotyczyły m.in. analizy śladowej oraz radiometrycznych metod analizy. Był współautorem, wraz z Zygmuntem Marczenką popularnego podręcznika akademickiego „Chemia analityczna” (wydana w 1965).
Spoczywa na cmentarzu Powązkowskim w Warszawie (kw. 172, rząd 2, grób 4).